# Pai Pedro
Pai Pedro – miasto i gmina w Brazylii, w stanie Minas Gerais.